# Comuna Nemîrivka, Radîvîliv
Nemîrivka (în ucraineană Немирівка) este o comună în raionul Radîvîliv, regiunea Rivne, Ucraina, formată din satele Batkiv, Haii-Leveatînski și Nemîrivka (reședința).

## Demografie
Componența lingvistică a comunei Nemîrivka
     Ucraineană (99,62%)
     Alte limbi (0,37%)
Conform recensământului din 2001, majoritatea populației comunei Nemîrivka era vorbitoare de ucraineană (99,62%), existând în minoritate și vorbitori de alte limbi.